# Bộ trưởng Bộ Y tế (Việt Nam)
Bộ trưởng Bộ Y tế Việt Nam là người đứng đầu Bộ Y tế Việt Nam. Đồng thời là thành viên của Chính phủ Việt Nam chịu trách nhiệm quản lý ngành Y tế. Chức vụ trước đây có thời kỳ là Giám đốc Nha Y tế Trung ương trực thuộc Bộ trưởng Bộ Xã hội.

## Lịch sử
Chức vụ Bộ trưởng Bộ Y tế được thành lập lần đầu trong Nội các Trần Trọng Kim dựa theo mô hình Nội các Nhật Bản.
Ngay sau Cách mạng Tháng Tám, Chính phủ Cách mạng lâm thời Việt Nam Dân chủ Cộng hòa thành lập Bộ Y tế do Phạm Ngọc Thạch làm Bộ trưởng.
Đầu năm 1946, Chính phủ Cách mạng lâm thời được cải tổ. Sau khi thảo luận giữa Việt Cách, Việt Quốc và Việt Minh. Chức vụ Bộ trưởng Bộ Y tế do Trương Đình Tri (đảng viên Việt Cách) nắm giữ.
Sau khi Quốc hội khóa I được thành lập, Chính phủ tiếp tục được cải tổ lần nữa theo sự thỏa hiệp giữa Việt Minh và Việt Quốc, Việt Cách. Bộ Y tế sáp nhập cùng Bộ Lao động và Bộ Cứu tế Xã hội thành Bộ Xã hội, Y tế, Cứu tế và Lao động do Trương Đình Tri làm Bộ trưởng.
Tại kỳ họp thứ 2 Quốc hội khóa I, Bộ Xã hội, Y tế, Cứu tế và Lao động lại được chia lại như ban đầu, Hoàng Tích Trí được bổ nhiệm làm Bộ trưởng Bộ Y tế.
Kể từ năm 1954, Bộ trưởng Bộ Y tế nắm chức vụ quan trọng trong Chính phủ.

## Chức năng và nhiệm vụ
Bộ trưởng là người đứng đầu Bộ Y tế, chịu trách nhiệm trước Quốc hội, Chính phủ, Thủ tướng Chính phủ về toàn bộ hoạt động của Bộ Y tế và trực tiếp giải quyết các công việc bao gồm:
- Chỉ đạo, điều hành Bộ Y tế thực hiện chức năng, nhiệm vụ và quyền hạn theo quy định của Hiến pháp và pháp luật.
- Phân công công việc cho các Thứ trưởng.
- Phân cấp cho Ủy ban nhân dân các tỉnh, thành phố trực thuộc Trung ương giải quyết một số công việc thuộc ngành, lĩnh vực quản lý nhà nước của Bộ.
- Ủy quyền cho thủ trưởng các đơn vị thuộc Bộ thực hiện một số công việc cụ thể trong khuôn khổ pháp luật;
- Phối hợp với các Bộ, cơ quan khác để xử lý các vấn đề có liên quan đến nhiệm vụ của Bộ Y tế hoặc các vấn đề do Chính phủ, Thủ tướng Chính phủ phân công.
- Chỉ đạo việc hướng dẫn, thanh tra, kiểm tra hoạt động của các đơn vị thuộc Bộ Y tế trong việc thực hiện pháp luật, nhiệm vụ đã phân công, phân cấp thuộc lĩnh vực quản lý Nhà nước của Bộ, ngành.

## Quyền hạn
Bộ trưởng Bộ Y tế có quyền hạn sau đây:
- Lãnh đạo, chỉ đạo và chịu trách nhiệm cá nhân về mọi mặt công tác của Bộ.
- Chỉ đạo các đơn vị trực thuộc triển khai thực hiện chiến lược, quy hoạch, kế hoạch, chương trình, dự án đã được phê duyệt, các nhiệm vụ của Bộ được Chính phủ giao.
- Quyết định theo thẩm quyền hoặc trình Chính phủ, Thủ tướng Chính phủ các vấn đề thuộc chức năng, nhiệm vụ, quyền hạn của Bộ.
- Đề nghị Thủ tướng Chính phủ việc bổ nhiệm, miễn nhiệm, cách chức, cho từ chức Thứ trưởng.
- Ban hành văn bản quy phạm pháp luật theo thẩm quyền để thực hiện chức năng, nhiệm vụ quản lý nhà nước đối với ngành, lĩnh vực được phân công; ban hành hoặc trình Chính phủ, Thủ tướng Chính phủ ban hành chính sách phát triển ngành, lĩnh vực được phân công.
- Thực hiện việc tuyển dụng, bổ nhiệm, miễn nhiệm, cách chức, điều động, luân chuyển, đánh giá, quy hoạch, đào tạo, bồi dưỡng, khen thưởng, kỷ luật cán bộ, công chức, viên chức và thực hiện phân cấp quản lý công chức, viên chức đối với các tổ chức, đơn vị trực thuộc theo quy định của pháp luật.
- Quyết định phân cấp cho chính quyền địa phương thực hiện một số nhiệm vụ liên quan đến ngành, lĩnh vực được giao quản lý theo phạm vi lãnh thổ; phân cấp, ủy quyền cho các tổ chức, đơn vị trực thuộc.
- Quyết định chương trình nghiên cứu khoa học, công nghệ, ứng dụng tiến bộ khoa học, công nghệ; các tiêu chuẩn, quy trình, quy phạm và các định mức kinh tế - kỹ thuật của ngành, lĩnh vực thuộc thẩm quyền.
- Quyết định thành lập các tổ chức phối hợp liên ngành, tổ chức sự nghiệp công lập theo quy định của pháp luật.
- Bổ nhiệm, miễn nhiệm, cách chức, cho từ chức, đình chỉ công tác, khen thưởng, kỷ luật người đứng đầu, cấp phó của người đứng đầu tổ chức, đơn vị trực thuộc.
- Lãnh đạo, chỉ đạo công tác thanh tra, kiểm tra việc thực hiện các quy định của pháp luật đối với ngành, lĩnh vực trong phạm vi toàn quốc.

## Điều kiện trở thành Bộ trưởng
Một công dân của Việt Nam từ 35 tuổi hoặc cao hơn có thể trở thành một ứng viên Bộ trưởng. Ứng viên Bộ trưởng phải đủ những điều kiện sau đây:
- Là Đại biểu Quốc hội;
- Là Đảng viên Đảng Cộng sản Việt Nam;
- Có quốc tịch Việt Nam;
- Tốt nghiệp Thạc sỹ Y khoa hoặc Bác sĩ chuyên khoa 1 trở lên;
- Đã phục vụ trong ngành từ 10 năm trở lên;
- Có thể bắt buộc từng nắm giữ chức vụ Thứ trưởng Bộ hoặc phải là Ủy viên Trung ương Đảng.

Trường hợp bà Đào Hồng Lan - Bộ trưởng Bộ Y tế hiện tại là người đầu tiên không đảm bảo đủ các điều kiện trên (không xuất phát từ ngành Y)

## Danh sách Bộ trưởng
| STT                                                 | Bộ trưởng Bộ Y tế                            | Nhiệm kỳ                      | Nhiệm kỳ                         | Thời gian tại nhiệm           | Chức vụ                                   | Ghi chú                                                   |
| STT                                                 | Bộ trưởng Bộ Y tế                            | Bắt đầu                       | Kết thúc                         | Thời gian tại nhiệm           | Chức vụ                                   | Ghi chú                                                   |
| Bộ trưởng Bộ Y tế (1945-1946)                       | Bộ trưởng Bộ Y tế (1945-1946)                | Bộ trưởng Bộ Y tế (1945-1946) | Bộ trưởng Bộ Y tế (1945-1946)    | Bộ trưởng Bộ Y tế (1945-1946) | Bộ trưởng Bộ Y tế (1945-1946)             | Bộ trưởng Bộ Y tế (1945-1946)                             |
| --------------------------------------------------- | -------------------------------------------- | ----------------------------- | -------------------------------- | ----------------------------- | ----------------------------------------- | --------------------------------------------------------- |
| 1                                                   | GS. Tiến sĩ Phạm Ngọc Thạch (1909-1968)      | 2 tháng 9 năm 1945            | 1 tháng 1 năm 1946               | 121 ngày                      | Bộ trưởng Bộ Y tế                         | Đảng viên Đảng Cộng sản Việt Nam                          |
| 2                                                   | BS. Trương Đình Tri (?-1947)                 | 1 tháng 1 năm 1946            | 2 tháng 3 năm 1946 (Sáp nhập Bộ) | 33 ngày                       | Bộ trưởng Bộ Y tế                         | Đảng viên Đảng Việt Nam Cách mệnh Đồng minh Hội           |
| Giám đốc Nha Y tế Trung ương thuộc Bộ Xã hội (1946) |                                              |                               |                                  |                               |                                           |                                                           |
| (2)                                                 | BS. Vũ Đình Tụng (1895-1973)                 | 27 tháng 3 năm 1946           | 3 tháng 11 năm 1946 (Tái lập Bộ) | 221 ngày                      | Giám đốc Nha Y tế Trung ương              | Đảng viên Đảng Dân chủ Việt Nam                           |
| Bộ trưởng Bộ Y tế (1946-nay)                        |                                              |                               |                                  |                               |                                           |                                                           |
| 3                                                   | GS. Tiến sĩ Hoàng Tích Trý (1903-1958)       | 3 tháng 11 năm 1946           | 27 tháng 5 năm 1959              | 12 năm, 205 ngày              | Bộ trưởng Bộ Y tế                         |                                                           |
| (1)                                                 | GS. Tiến sĩ Phạm Ngọc Thạch (1909-1968)      | 27 tháng 5 năm 1959           | 7 tháng 11 năm 1968              | 9 năm, 164 ngày               | Bộ trưởng Bộ Y tế                         | Qua đời khi đang tại nhiệm                                |
| -                                                   | GS. Tiến sĩ Nguyễn Văn Hưởng (1906-1998)     | 7 tháng 11 năm 1968           | 26 tháng 3 năm 1969              | 139 ngày                      | Quyền Bộ trưởng Bộ Y tế                   |                                                           |
| 4                                                   | GS. Tiến sĩ Nguyễn Văn Hưởng (1906-1998)     | 26 tháng 3 năm 1969           | 1 tháng 4 năm 1974               | 5 năm, 6 ngày                 | Bộ trưởng Bộ Y tế                         | Thôi làm Bộ trưởng vì lý do sức khỏe                      |
| 5                                                   | BS. Vũ Văn Cẩn (1914-1982)                   | 1 tháng 4 năm 1974            | 1 tháng 4 năm 1982               | 8 năm, 0 ngày                 | Bộ trưởng Bộ Y tế                         |                                                           |
| 6                                                   | TS. Đặng Hồi Xuân (1929-1988)                | 1 tháng 4 năm 1982            | 9 tháng 9 năm 1988               | 6 năm, 161 ngày               | Bộ trưởng Bộ Y tế                         | Tử nạn máy bay gần sân bay Đôn Mường, Băng Cốc, Thái Lan. |
| -                                                   | GS. Tiến sĩ Phạm Song (1931-2011)            | 9 tháng 9 năm 1988            | 11 tháng 11 năm 1988             | 63 ngày                       | Quyền Bộ trưởng Bộ Y tế                   |                                                           |
| 7                                                   | GS. Tiến sĩ Phạm Song (1931-2011)            | 11 tháng 11 năm 1988          | 8 tháng 10 năm 1992              | 4 năm, 29 ngày                | Bộ trưởng Bộ Y tế                         |                                                           |
| 8                                                   | GS. Tiến sĩ Nguyễn Trọng Nhân (1930-2017)    | 8 tháng 10 năm 1992           | tháng 10, 1995                   | 2 năm, 358 ngày               | Bộ trưởng Bộ Y tế                         |                                                           |
| 9                                                   | GS. Tiến sĩ Đỗ Nguyên Phương (1937-2008)     | tháng 10, 1995                | 12 tháng 8 năm 2002              | 6 năm, 315 ngày               | Bộ trưởng Bộ Y tế                         |                                                           |
| 10                                                  | Tiến sĩ Trần Thị Trung Chiến (sinh 1946)     | 12 tháng 8 năm 2002           | 2 tháng 8 năm 2007               | 4 năm, 355 ngày               | Bộ trưởng Bộ Y tế                         | Nữ Bộ trưởng Bộ Y tế đầu tiên                             |
| 11                                                  | TS. Nguyễn Quốc Triệu (1951-2025)            | 2 tháng 8 năm 2007            | 3 tháng 8 năm 2011               | 4 năm, 1 ngày                 | Bộ trưởng Bộ Y tế                         |                                                           |
| 12                                                  | PGS. Tiến sĩ Nguyễn Thị Kim Tiến (sinh 1959) | 3 tháng 8 năm 2011            | 22 tháng 11 năm 2019             | 8 năm, 111 ngày               | Bộ trưởng Bộ Y tế                         |                                                           |
| -                                                   | TS. Vũ Đức Đam (sinh 1963)                   | 5 tháng 11 năm 2019           | 7 tháng 7 năm 2020               | 245 ngày                      | Phó Thủ tướng Chính phủ phụ trách Bộ Y tế |                                                           |
| -                                                   | GS. Tiến sĩ Nguyễn Thanh Long (sinh 1966)    | 7 tháng 7 năm 2020            | 11 tháng 11 năm 2020             | 128 ngày                      | Quyền Bộ trưởng Bộ Y tế                   | Bị cách chức, khai trừ khỏi Đảng                          |
| 13                                                  | GS. Tiến sĩ Nguyễn Thanh Long (sinh 1966)    | 12 tháng 11 năm 2020          | 7 tháng 6 năm 2022               | 1 năm, 207 ngày               | Bộ trưởng Bộ Y tế                         | Bị cách chức, khai trừ khỏi Đảng                          |
| -                                                   | Đỗ Xuân Tuyên (sinh 1966)                    | 7 tháng 6 năm 2022            | 15 tháng 7 năm 2022              | 38 ngày                       | Thứ trưởng Thường trực phụ trách Bộ Y tế  |                                                           |
| -                                                   | ThS. Kinh tế Đào Hồng Lan (sinh 1971)        | 15 tháng 7 năm 2022           | 21 tháng 10 năm 2022             | 98 ngày                       | Quyền Bộ trưởng Bộ Y tế                   | Nữ Bộ trưởng Bộ Y tế đầu tiên không xuất phát từ ngành Y. |
| 14                                                  | ThS. Kinh tế Đào Hồng Lan (sinh 1971)        | 21 tháng 10 năm 2022          | nay                              | 2 năm, 165 ngày               | Bộ trưởng Bộ Y tế                         | Nữ Bộ trưởng Bộ Y tế đầu tiên không xuất phát từ ngành Y. |